# Amanda Pays

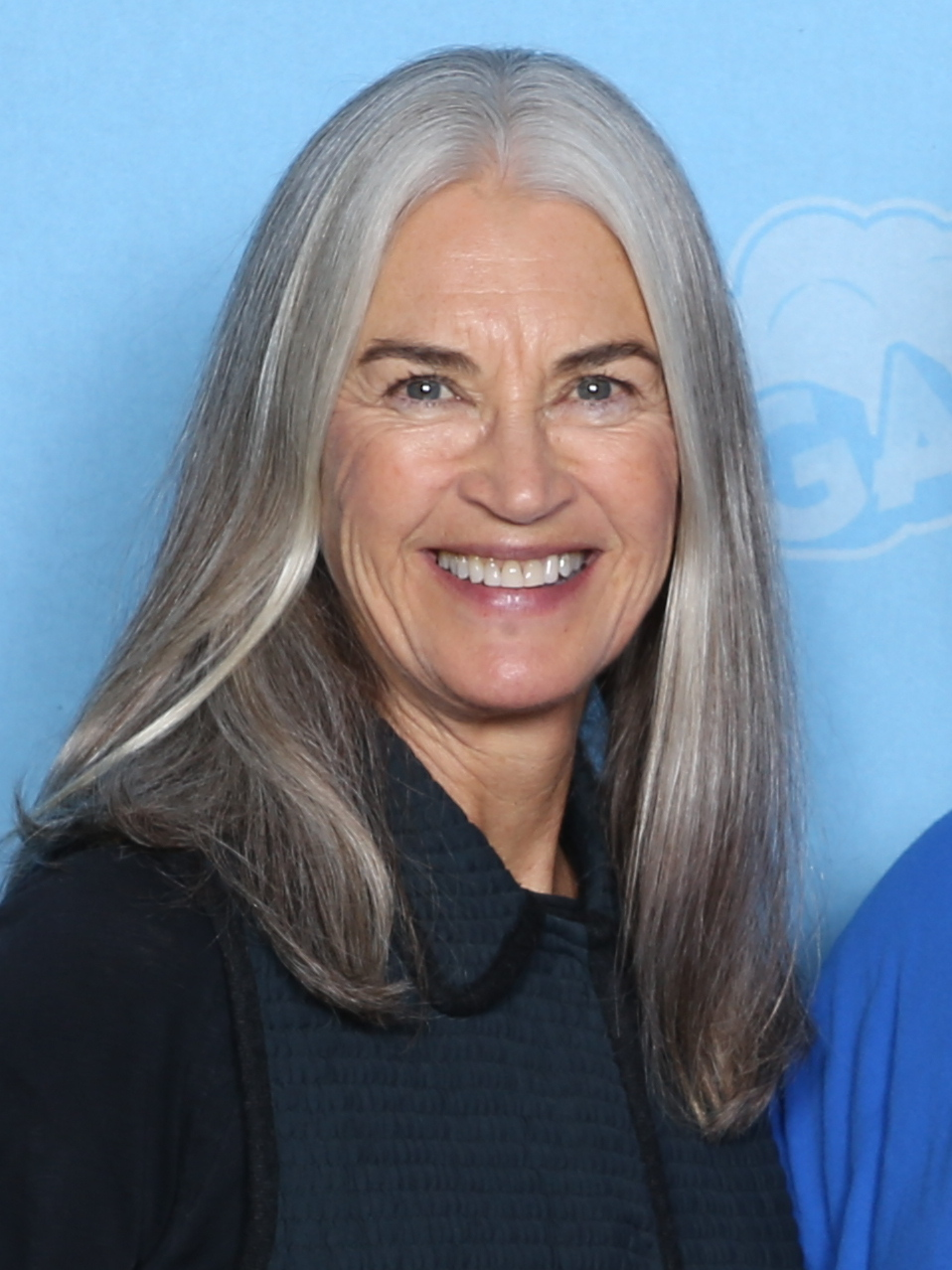
Amanda Pays (2022)

Amanda Pays (* 6. Juni 1959 in London) ist eine britische Schauspielerin.

## Leben
Pays ist Tochter des Schauspielers und Talentsuchers Howard Reginald Pays und der Schauspielerin Joan Miller.
Sie absolvierte zunächst eine Karriere als Model, bevor sie im Alter von 22 Jahren eine Schauspielausbildung an der Academy of Live and Recorded Arts in London begann.
1984 debütierte sie als Filmschauspielerin in Oxford Blues. Bekannt wurde sie u. a. als Theora Jones in der Fernsehserie Max Headroom und als Tina McGee in Flash – Der Rote Blitz. Im Film Saigon – Der Tod kennt kein Gesetz von 1988 spielte sie die Rolle der Nonne Sœur Nicole an der Seite von Willem Dafoe und Gregory Hines.
Von 1984 bis 1987 war Pays in erster Ehe mit dem britischen Produzenten Peter Kohn verheiratet. Seit 1988 ist sie mit dem US-amerikanischen Schauspieler Corbin Bernsen verheiratet, mit dem sie vier Söhne hat.

## Filmografie (Auswahl)
- 1984: Oxford Blues
- 1984: Cold Room – Kalter Hauch der Vergangenheit (The Cold Room)
- 1985: Mord à la Carte (Thirteen at Dinner, Fernsehfilm)
- 1985: Der Aufpasser (Minder, Fernsehserie, Folge 6x07)
- 1985: Dempsey & Makepeace (Fernsehserie, Folge 2x08)
- 1985: A.D. – Anno Domini
- 1987: Anthony (The Kindred)
- 1987–1988: Max Headroom (Fernsehserie, 14 Folgen)
- 1988: Computer Dreams
- 1988: Saigon – Der Tod kennt kein Gesetz (Off Limits)
- 1989: Leviathan
- 1990: Flash – Der Rote Blitz (The Flash, Fernsehserie, 22 Folgen)
- 1991: A Grande Arte
- 1991: Der Schrei der Jennifer Ashford (Dead on the Money, Fernsehfilm)
- 1993: Akte X – Die unheimlichen Fälle des FBI (The X-Files, Fernsehserie, Folge 01x12)
- 1993: Age of Treason
- 1994: Im Netz des Wahnsinns (I Know My Son Is Alive, Fernsehfilm)
- 1994: Zwei Singles machen noch kein Paar (Solitaire for 2)
- 1996: Subterfuge
- 1996: Privateer 2 (Videogame) Assassin #3
- 1996–1997: Thief Takers (Fernsehserie, 15 Folgen)
- 1997: Hollywood Undercover
- 1997: Spacejacked
- 2001: Deadly Blaze (Ablaze)
- 2001: Danger for Fire
- 2002: The Santa Trap – Verrückte Weihnachten (The Santa Trap, Fernsehfilm)
- 2006: Nip/Tuck – Schönheit hat ihren Preis (Nip/Tuck, Fernsehserie, Folge 01x04)
- 2008: Psych (Fernsehserie, Folge 15x02)
- 2014–2016: The Flash (Fernsehserie, fünf Folgen)
- 2020: Mary for Mayor